# Architorti
Gli Architorti sono un gruppo musicale italiano di musica classica con sede a Pinerolo.

## Formazione
È costruito intorno alla formazione del quintetto d'archi (due violini, viola, violoncello, contrabbasso).

## Attività
Svolge attività concertistica dal 2000.
Nell'ambito di tale attività la caratteristica peculiare è la esecuzione di trascrizioni e rielaborazioni di brani tratti da ogni genere musicale, dal punk alla tecno alla musica antica, da film e da tradizione. Arrangiatore e trascrittore è il violoncellista Marco Robino.
Si sviluppano programmi concertistici dedicati ai vari generi musicali.
Il quintetto svolge attività di produzione ed incisione di musica in funzione della realizzazione di installazioni multimediali, opere cinematografiche o opere teatrali.
Utilizza una tecnica di ripresa audio in sovraincisione a tracce separate per la realizzazione di orchestre virtuali e per effettuare destrutturazioni e ristrutturazioni dei brani musicali composti ed incisi. 
Per tali attività esegue prevalentemente musiche originali composte da Marco Robino.
Con queste modalità Architorti collabora dal 2003 con Africa Unite e dal 2004 con il regista inglese Peter Greenaway.
È in corso la realizzazione della colonna sonora del film Goltzius and the Pelican Company. Svolge attività di creazione e sviluppo di materiale didattico, pubblicazione annuale di cd didattici e formazione dei docenti.

## Componenti
Leader e compositore del quintetto Architorti è Marco Robino.
Al progetto collaborano oltre quaranta musicisti che si alternano nella formazione del quintetto.
Recentemente agli archi si sono aggiunti strumenti a fiato. Tra i musicisti che collaborano più frequentemente:
Violini e viole
- Laura Bertolino
- Federica Biribicchi
- Rita Bracci
- Elisa Golisano
- Marco Gentile
- Piermichele Longhin
- Marina Martianova
- Sergio Origlia
- Georgia Privitera
- Efix Puleo
- Elena Saccomandi

Violoncelli
- Aline Privitera
- Marco Robino

Contrabbassi
- Paolo Grappeggia
- Gualtiero Marangoni
- Saverio Miele

## Collaborazioni
Gli Architorti hanno collaborato con vari operatori del settore culturale e dello spettacolo con partecipazioni anche in scena in occasione di film, opere teatrali e musicali, incisioni per album.
- Peter Greenaway (musiche originali composte per: The Tulse Luper Suitcases, The European Showerbath, Peopling the Palaces, Reggia Della Venaria, Torino,[7] Museo del design, Milano Il Cenacolo di Leonardo, Palazzo Reale, Sala delle Cariatidi, Santa Maria delle Grazie, Refettorio, Milano, J'accuse, film documentario).[8]
- Dipinto di blu - 2004 - album con il gruppo jazz Jazzinaria (Fabrizio Bosso e Luigi Martinale-trio);[9]
- Oliviero Corbetta (La novella degli scacchi - La Pimpa – Don Chisciotte – Il Candido)

PTA (Piccolo Teatro D'Arte – Torino: La notte degli assassini con musiche di Domenico Scarlatti)
- Tony Esposito (Anime sonore)
- Africa Unite (collaborazione negli album Vibra, Twenty Wars, Mentre fuori piove, BiogrAfrica Unite, In tempo reale)
- Madaski (Madaski versus Architorti, documentario Rai)
- Meg (collaborazione nell'album Meg)
- Subsonica ( collaborazione nell'album Amorematico)
- Marco Ponti (collaborazione nel film A/R Andata + Ritorno)
- Arthur Miles (concerto Gospel & strings)
- Torino Film Commission (collaborazioni in La Contessa di Castiglione, Il furto della Gioconda, Mafalda di Savoia, I fantasmi di Sanpietroburgo, Vivaldi).

Il quintetto ha partecipato alla 61ª Mostra internazionale d'arte cinematografica di Venezia con Le valigie di Tulse Luper di Peter Greenaway, a Settembre Musica 2003, 2005 e 2007 con Corde in levare, Architorti Play Punk e String of Life. Con Corde in levare ha vinto il premio Il Mandolino Genovese 2005. Il brano Menuet, tratto da Architorti 2 è stabilmente al Museo del Cinema di Torino.

## Pubblicazioni
- Architorti - 2000 -ed. Claudiana;[10]
- Architorti 2 - 2001 -ed. Claudiana;
- Architorti Retro- 2002 - ed. Claudiana,
- Crescendo...in musica 1 - 2003- ed. Pinerolese Pedemontano,
- Crescendo...in musica 2 - 2004- ed. Pinerolese Pedemontano,
- Ciak! Si suona. - 2005 - ed. Lampi di Stampa - testi di Guido Michelone,
- Crescendo... in musica 3 - 2005 - ed. Pinerolese Pedemontano,
- Crescendo... in musica 4 - 2006 - ed. Pinerolese Pedemontano,
- Crescendo... in musica 5 - 2007- ed. Pinerolese Pedemontano,
- Crescendo...in musica 6 - 2008 - ed. Fondazione Cosso,
- Architortiplaypunk - 2009 - ed. Felmay;[11][12]
- Crescendo ... in musica 7 - 2009 - ed. Fondazione Cosso,
- Crescendo... in musica 8 - 2010 - ed. Fondazione Cosso,
- Risorgimento con Brio - 2011- ed. Claudiana.